# روتا لی
روتا لی (انگلیسی: Ruta Lee؛ زادهٔ ۳۰ مهٔ ۱۹۳۵) هنرپیشه اهل کانادا است. از فیلم‌هایی که وی در آن نقش داشته است، می‌توان به مضحک‌روی و هفت عروس برای هفت برادر اشاره کرد.